# NGC 3064
NGC 3064 é uma galáxia espiral (Sbc) localizada na direcção da constelação de Sextans. Possui uma declinação de -06° 21' 51" e uma ascensão recta de 9 horas, 55 minutos e 41,4 segundos.
A galáxia NGC 3064 foi descoberta em 1886 por Frank Leavenworth.